# Geisterwald

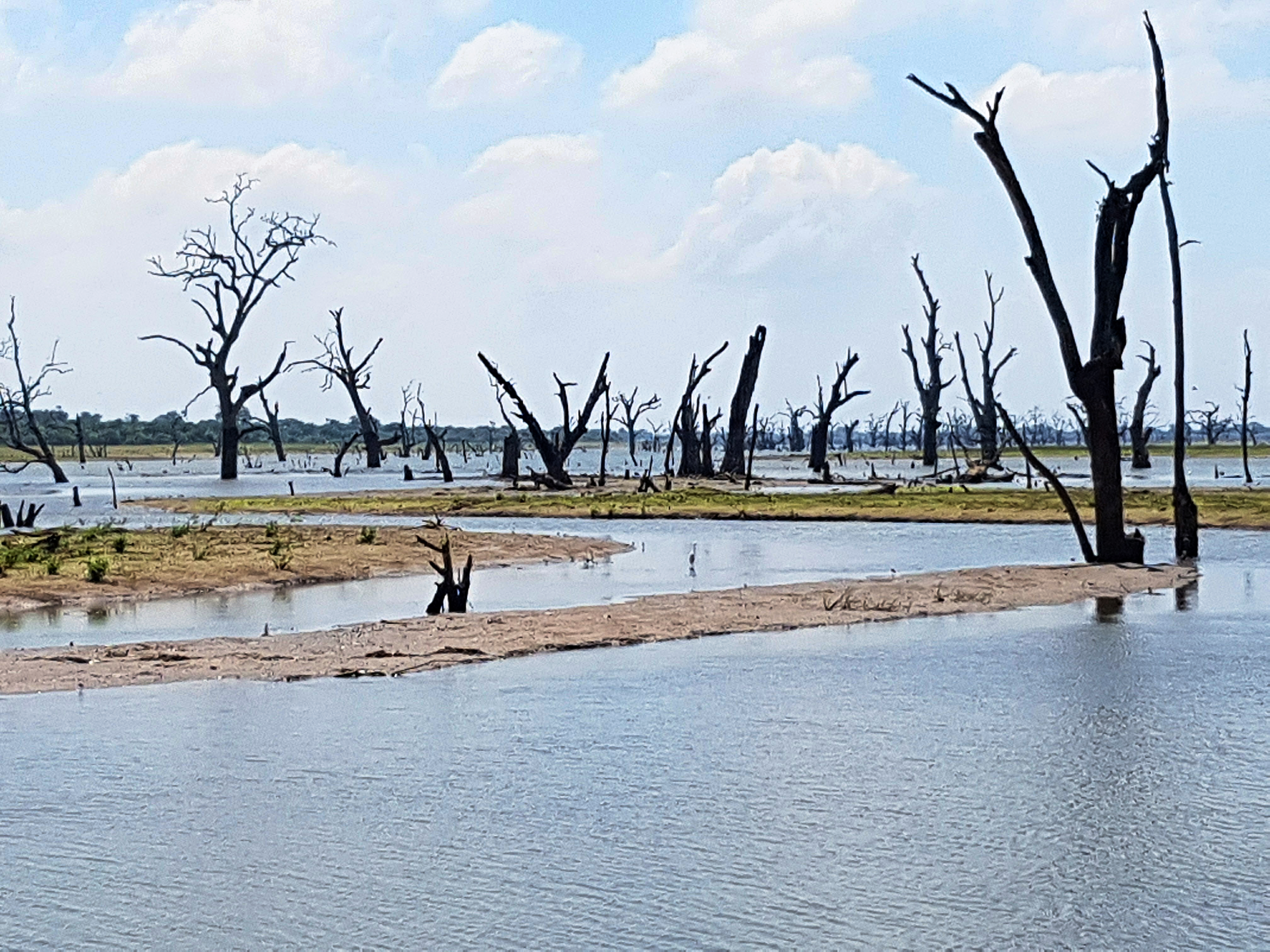
Geisterwald

Als Geisterwälder werden von abgestorbenen Bäumen geprägte Landschaften bezeichnet, üblicherweise an niedrig gelegenen Küsten, wo die Böden von ehemals intakten Wäldern durch Meerwasser versalzt wurden. Ursache ist ein regionaler Anstieg des Meeresspiegels.
Der regionale Meeresspiegelanstieg resultiert meist aus einer Überlagerung verschiedener Prozesse: Dem durch die menschengemachte globale Erwärmung hervorgerufenen globalen Meeresspiegelanstieg und regionalen Veränderungen. Zu letzteren zählt vor allem Landabsenkung, die ebenfalls oft Folge menschlicher Aktivitäten ist: der Grundwasserentnahme, Urbanisierung oder Gas- und Ölförderung. Dadurch entstehen derzeit ausgedehnte Geisterwälder in Regionen, an denen flache Küsten auf Wälder treffen. Das Absterben und Verrotten der Baumwurzeln kann die Landabsenkung noch verstärken.